# مارکوس دی نویدی
مارکوس دی نویدی (انگلیسی: Marcus Dinwiddie; ۲۷ اوت ۱۹۰۶ – ۲۰ مارس ۱۹۵۱) ورزشکار ورزش تیراندازی اهل ایالات متحده آمریکا بود.
وی در مسابقات کشوری و بین‌المللی در مجموع برندهٔ ۱ مدال نقره شده‌است.